# Holden HK
De Holden HK was de elfde serie van het Australische automerk Holden en werd in 1968 geïntroduceerd. De serie was compleet nieuw, met nieuwe modelnamen en modellen.

## Geschiedenis
De HK-serie was gegroeid en zwaarder geworden tegenover zijn voorganger en had een volledig hertekend uiterlijk. Er waren ook twee nieuwe motoren voorhanden. Twee V8's van Chevrolet-origine. Dat waren de eerste niet 6-in-lijnmotoren van het merk en ook de eerste van vreemde origine.
Wat de modellen betrof heette de Standard nu Belmont en de Special werd de Kingswood. De naam Premier voor de duurdere versie bleef wel behouden. Ook de commerciële modellen, de Ute en de Panel Van, bleven. Een half jaar na de introductie verschenen ook een verlengd topmodel, de Holden Brougham, en een aantal sportieve coupés met de naam Holden Monaro.
Er werden net geen 200.000 HK's gebouwd. Hiervan waren 183.094 exemplaren voor de Australische markt bestemd. 5129 stuks werden geassembleerd geëxporteerd en 10.944 andere als Complete Knocked Down kit.

## Modellen
- Jan 1968: (HK 80169) Holden Belmont Sedan
- Jan 1968: (HK 80369) Holden Kingswood Sedan
- Jan 1968: (HK 80569) Holden Premier Sedan
- Jan 1968: (HK 80135) Holden Belmont Wagon
- Jan 1968: (HK 80335) Holden Kingswood Wagon
- Jan 1968: (HK 80535) Holden Premier Wagon
- Mrt 1968: (HK 80180) Holden Belmont Utility
- Mrt 1968: (HK 80380) Holden Kingswood Utility
- Mrt 1968: (HK 80170) Holden Belmont Panel Van
- Jul 1968: (HK 81469) Holden Brougham
- Jul 1968: (HK 80337) Holden Monaro Coupe
- Jul 1968: (HK 80737) Holden Monaro GTS Coupe
- Jul 1968: (HK 81837) Holden Monaro GTS 327 Coupe